# Клан Леннокс

Гребінь клану Леннокс.

Герб вождів клану Леннокс.

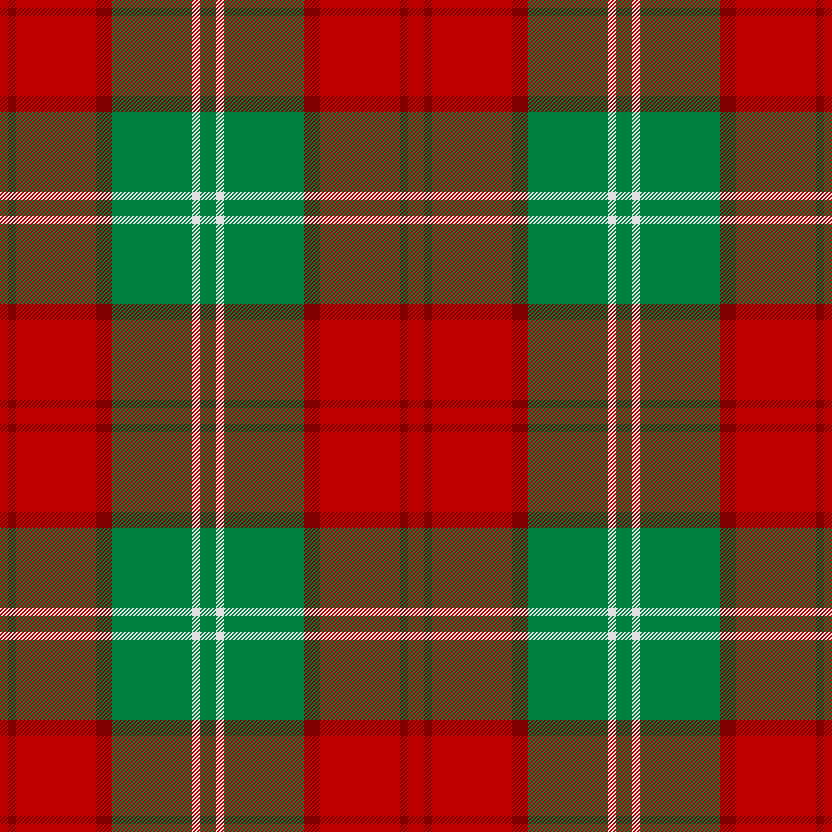
Тартан клану Леннокс.

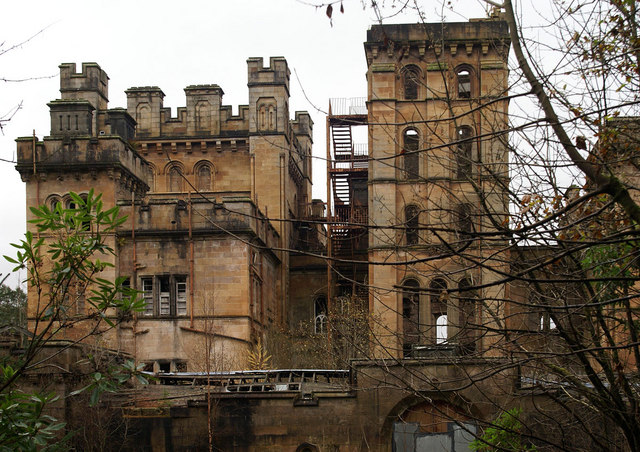
Замок Леннокс.

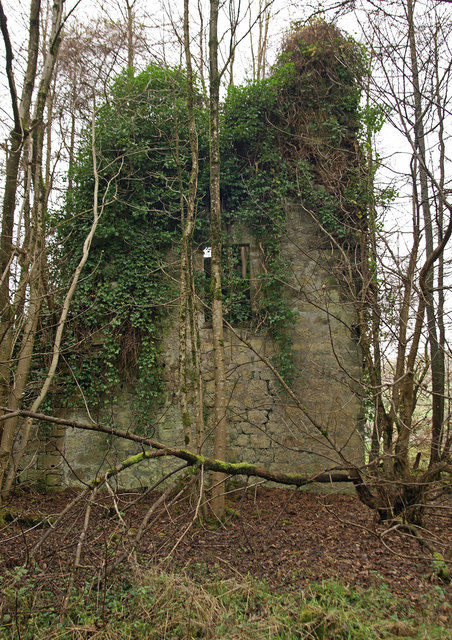
Замок Вудхед.

Клан Леннокс (шотл. - Clan Lennox) - один з кланів рівнинної частини Шотландії - Лоуленду. Вождями клану Леннокс були графи Леннокс, хоча титул граф Леннокс у XV - XVI століттях отримували вожді інших кланів. Посаду вождя клану Леннокс потом отримали провідники гілки клану Леннокс Вудхед. 
Гасло клану: I'll defend - Я буду захищати
Символ клану: червона троянда
Вождь клану: Едвард Леннокс Вудхед (шотл. - Edward Lennox Woodhead)
Резиденція вождя клану: Замок Даунтон (шотл. - Downton Castle)
Історична резиденція вождя клану: Замок Леннокс (шотл. - Lennox Castle)
Союзні клани: Кінкайд (XVIII століття)
Ворожі клани: Кінкайд (XVI століття)

## Історія клану Леннокс

### Походження клану Леннокс
Давнє графство Леннокс колись охоплювало весь всю Думбартоншир і велику частину Пертширу, Ренфруширу і Стірлінгширу. Гельською мовою слово Leven-ach - Левен-ах означає «плавний потік». Давні кельтські мормери Левенакс отримали від королів Шотландії титул графа Леннокс. Як саме виникло графство Леннокс і хто саме створив цей титул і хто його отримав у XII столітті - про це сперечаються історики, це питання лишається неясним. За однією з версій саксонський барон Аркілл отримав від короля Шотландії Малкольма III в нагороду за службу землі Думбартоншир та Стірлінгшир. Барон Аркілл одружився зі шотландською спадкоємицею і мав з нею сина, якого назвали Айлін - він і став першим графом Леннокс. Інші історики стверджують, що графство Леннокс було даровано Давиду - графу Хантінгтон Вільгельмом Левом - його старшим братом і клан Леннокс не існував до правління короля Вільгельма Лева. 

### XIV століття
У кінці XIII століття клан Леннокс був одним з найсильніших кланів у Шотландії, а графи Леннокс - одними з найбагатших і найвпливовіших графів в країні. Малкольм Леннокс - V граф Леннокс підтримав Роберта Брюса в його боротьбі за незалежність Шотландії та за корону Шотландії. Малкольм піднів свій клан і повів їх в похід проти англійських військ і обложив Карлайл у 1296 році. Хоча потім він змушений був пити на мир з королем Англії і навіть склав присягу на вірність королю Англії Едварду І Довгоногому і підписав відповідний документ - «Рагман Роллс». Але потім він знову приєднався до повстанців і став одним із союзників Роберта Брюса. 

### XV - XVI століття
Син Малькольма був присутній на коронації Роберта II, але він помер через два роки не лишивши сина, графство успадкувала його дочка - Маргарет, що стала графинею Леннокс. Цей титул потім перейшов до Волтера де Фасселайн. Маргарет та її чоловік втратили титул графа Леннокс, але потім цей титул отримав їх син - Дункан Леннокс. 
Дункан мав дочку - Ізабеллу - графиню Леннокс, вона одружилася з Мердоком Стюартом - герцогом Олбані. Коли король Шотландії Джеймс І повернувся з англійського полону, гнів короля був спрямований проти графині Леннокс. Це було пов’язане з батьком герцога Олбані, що вбив брата короля, узурпував владу в Шотландії і творив безлад. Граф Леннокс зійшов на плаху і втратив голову у віці 80 років у травні 1425 року. Вдова - Ізабелла Леннокс була кинута за ґрати в замок Танталлон разом з сином Вальтером де Леванакс, але пізніше його перевезли в замок Басс Рок. Після звільнення з тюрми Ізабелла поселилася нга острові Інхумуррін на озері Лох-Ломонд. 
Після цього точилися суперечки за титул графа Леннокс і цей титул отримували різні шляхетні родини Шотландії. Ізабелла - графиня Леннокс мала дві сестри: Маргарет та Елізабет, обидві залишили нащадкам великі маєтки. Від Маргарет Леннокс йде лінія Ментейт Раскі, від Елізабет Леннокс йде лінія Стюарт Дарнлі. У 1488 році Джон Стюарт - лорд Дарнлі прийняв титул графа Леннокс. Його син Метью Стюарт - II Стюарт граф Леннокс був убитий в битві під Флодден у 1513 році. Титул залишився у Стюартів Дарнлі, аж доки Генрі Стюарт - лорд Дарнлі - чоловік королеви Шотландії Марії Стюарт не був убитий в 1567 році, і Марія Стюарт була скинута з трону в 1587 році. Титул граф Леннокс перейшов до молодого короля Шотландії Джеймса VI, що передав цей титул своєму дядьку - Чарльзу Стюарту. Титул пізніше перейшов до Есме Стюарта, що був отримав потім титул герцога Леннокс у 1581 році. Цей титул пізніше перейшов до короля Англії та Шотландії Чарльза II і від нього до його позашлюбного сина - Чарльза Леннокса - І герцога Річмонда.
Одна з гілок клану Леннокс - Леннокс Вудхед ворогувала з кланом Кінкейд у 1570 році. Ворожнеча спалахнула через шлюб. Пізніше клан Кінкейд помирився з кланом Леннокс Вудхед і знову став незалежним кланом в XX столітті. 

### ХІХ - XX століття
У 19 столітті клан Леннокс Вудхед, вожді якого жили в замку Леннокс претендували на титул графів Леннокс. Хоча їхні претензії на графство в звання пера не були підтверджені, було офіційно визнано, що вони є вождями клану Леннокс. Леннокс Вудхед продали замок Леннокс в 1927 році в місті Глазго, і купили замість нього замок Даунтон, біля Ладлоу, Англія. Вони нині є вождями клану Леннокс.

## Замки клану Леннокс
- Замок Антерномі (шотл. - Antermony Castle) - біля Мільтона в Кампсі, колись замок належав клану Флеммінг, але потім замок перейшов у власність клану Леннокс.
- Замок Балкоррах (шотл. - Balcorrach Castle) - біля Мілнгаві, Дамбартоншир, резиденція ватажків однієї з гілок клану Леннокс, що походять від Дональда - сина Дункана - VIII графf Леннокс.
- Замок Баллох (шотл. - Balloch Castle) - у Думбартонширі, ніколи не належав клану Леннокс, у 1425 році цей замок перейшов до Стюартів Дарнлі, які стали графами Леннокс.
- Замок Вудхед (шотл. - Woodhead Castle) - біля Мілнгаві, Думбартоншир, належав гілці Леннокс Балкоррах у 1572 році. Від замку Вудхед нині залишилися одні руїни. Поріч був побудований в 1840 році замок Леннокс. Останній був проданий в місто Глазго в 1927 році, і вожді клану переїхали до Англії.